# Médaille Uttam Yudh Seva
La médaille Uttam Yudh Seva (UYSM) est l'une des décorations militaires de l'Inde pour le service distingué en temps de guerre. Elle est décernée pour un haut niveau de services distingués dans un contexte opérationnel. Le «contexte opérationnel» comprend les périodes de guerre, de conflit ou d'hostilités. La décoration est l'équivalent en temps de guerre de la médaille Ati Vishisht Seva, qui est une décoration de service distingué en temps de paix. La médaille Uttam Yudh Seva peut être décernée à titre posthume. 